# Gällberget
Gällberget är ett naturreservat i Degerfors kommun i Örebro län.
Området är naturskyddat sedan 2004 och är 126 hektar stort. Reservatet omfattar berget Gällberget och sjön nedanför Gäddtjärnen. Reservatet består av tallskog på höjderna och grandominerad barrblandskog i sluttningarna.